# Eustomias australensis
Eustomias australensis és una espècie de peix de la família dels estòmids i de l'ordre dels estomiformes.

## Morfologia
- Els mascles poden assolir 8,7 cm de longitud total.[3][4]

## Hàbitat
És un peix marí i d'aigües temperades que viu fins als 500 m de fondària.

## Distribució geogràfica
És un endemisme de Nova Gal·les del Sud (Austràlia).